# Georges Brousseau
Pour les articles homonymes, voir Brousseau.
Georges Pierre Joseph Brousseau (né Villeton le 30 mai 1859, mort à Paris 15e le 14 novembre 1930) est un explorateur, administrateur colonial, géologue, cartographe et poète français.

## Biographie
D'abord engagé comme timonier au sein des équipages de la flotte, il participe comme géologue à la troisième expédition de Savorgnan de Brazza au Congo (1883-1885).
Chargé de 1895 à 1898 d'explorer le territoire disputé entre la France et le Brésil, situé entre l'Oyapock et l'Araguari, il remonte l'Ouessa puis le Curapi jusque chez les Palicours. Il part en reconnaissance sur la montagne Pelade puis atteint la rivière Caciporé et visite Cunani.  On lui doit de nombreuses photographies de la Guyane.
Il effectue l'essentiel de sa carrière comme administrateur colonial en Afrique, d'abord au Congo (1899-1900), au Dahomey (1901-1906), et en Côte d'Ivoire (1907-1909), avant de s'établir à Madagascar (1911-1920). Ces états de service lui vaudront d'être nommé chevalier de la Légion d'honneur le 19 janvier 1921.
Un musée porte son nom à Pointe-Noire.

## Distinctions
- Chevalier de la Légion d'honneur (28 septembre 1920)

## Œuvres
Poésies
- Amour et printemps, suivies des Potentats (anathème), 1879
- Par amour et par orgueil, 1899
- Vers la Mort, 1901

Exploration
- Les mines d'or et la question d'Awa, Bulletin de la Société de Géographie, 1889
- Le territoire contesté franco-brésilien, Le Tour du monde, 1899, p. 588-600
- Les richesses de la Guyane française et de l'ancien contesté franco-brésilien, onze ans d'exploration, 1901
- Les Conditions de la vie en Guyane, 1901
- Ghézo et ses Amazones, Journal des voyages, no 399, 1904, p. 130-144
- Le Pays Sihanaka et le bassin du lac Alaotra. Rapport à M. Hubert Garbit, gouverneur général de Madagascar et dépendances, 1915
- Souvenirs de la mission Savorgnan de Brazza, 1925

## Pour approfondir